# Liste der Länderspiele der papua-neuguineischen Futsalnationalmannschaft
Die nachfolgende Liste enthält alle Länderspiele der papua-neuguineischen Futsalnationalmannschaft der Männer, die der Fußballverband von Papua-Neuguinea, die Papua New Guinea Football Association (PNGFA), im Jahr 1999 gegründet hat. Futsal ist die einzige von der FIFA anerkannte Variante des Hallenfußballs. Bisher wurden sechs Länderspiele ausgetragen.

## Länderspielübersicht
Legende
- Erg. = Ergebnis
- n. V. = nach Verlängerung
- i. S. = im Sechsmeterschießen
- abg. = Spielabbruch
- H = Heimspiel
- A = Auswärtsspiel
- * = Spiel auf neutralem Platz
- Hintergrundfarbe grün = Sieg
- Hintergrundfarbe gelb = Unentschieden
- Hintergrundfarbe rot = Niederlage

| Nr.                    | Datum      | Erg. | Gegner     |   | Austragungsort  | Anlass                               | Bemerkungen |
| ---------------------- | ---------- | ---- | ---------- | - | --------------- | ------------------------------------ | --- |
| 1                      | 21.08.1999 | 2:2  | Vanuatu    | A | Port Vila (VAN) | Ozeanienmeisterschaft 1999- Endrunde | Erstes Auswärtsspiel Erstes Unentschieden Erstes Auswärtsunentschieden Höchstes Unentschieden Höchstes Auswärtsunentschieden Erstes Länderspiel gegen Vanuatu |
| 2                      | 23.08.1999 | 1:2  | Fidschi    | * | Port Vila (VAN) | Ozeanienmeisterschaft 1999- Endrunde | Erstes Spiel auf neutralem Platz Erste Niederlage Erste Niederlage auf neutralem Platz Erstes Länderspiel gegen Fidschi                                       |
| 3                      | 24.08.1999 | 6:4  | Samoa      | * | Port Vila (VAN) | Ozeanienmeisterschaft 1999- Endrunde | Erster Sieg Erster Sieg auf neutralem Platz Erstes Länderspiel gegen Samoa                                                                                    |
| 4                      | 25.08.1999 | 1:7  | Australien | * | Port Vila (VAN) | Ozeanienmeisterschaft 1999- Endrunde | Höchste Niederlage Höchste Niederlage auf neutralem Platz Erstes Länderspiel gegen Australien                                                                 |
| 5                      | 27.08.1999 | 8:1  | Neuseeland | * | Port Vila (VAN) | Ozeanienmeisterschaft 1999- Endrunde | Höchster Sieg Höchster Sieg auf neutralem Platz Erstes Länderspiel gegen Neuseeland                                                                           |
| 6                      | 28.08.1999 | 5:0  | Cookinseln | * | Port Vila (VAN) | Ozeanienmeisterschaft 1999- Endrunde | Erstes Länderspiel gegen die Cookinseln |
| Stand: 27. August 2018 |            |      |            |   |                 |                                      | |

## Statistik
In der Statistik werden nur die offiziellen Länderspiele berücksichtigt.
Legende
- Sp. = Spiele
- Sg. = Siege
- Uts. = Unentschieden
- Ndl. = Niederlagen
- Hintergrundfarbe grün = positive Bilanz
- Hintergrundfarbe gelb = ausgeglichene Bilanz
- Hintergrundfarbe rot = negative Bilanz

### Gegner
| Land       | Kontinentalverband | Sp. | Sg. | Uts. | Ndl. | Torverhältnis |
| ---------- | ------------------ | --- | --- | ---- | ---- | ------------- |
| Australien | OFC 1              | 1   | 0   | 0    | 1    | 1:7           |
| Cookinseln | OFC                | 1   | 1   | 0    | 0    | 5:0           |
| Fidschi    | OFC                | 1   | 0   | 0    | 1    | 1:2           |
| Neuseeland | OFC                | 1   | 1   | 0    | 0    | 8:1           |
| Samoa      | OFC                | 1   | 1   | 0    | 0    | 6:4           |
| Vanuatu    | OFC                | 1   | 0   | 1    | 0    | 2:2           |
| Gesamt     | Gesamt             | 6   | 3   | 1    | 2    | 23:16         |

### Kontinentalverbände
| Kontinentalverband                 | Sp. | Sg. | Uts. | Ndl. | Torverhältnis |
| ---------------------------------- | --- | --- | ---- | ---- | ------------- |
| AFC (Asien)                        | 0   | 0   | 0    | 0    | 0:0           |
| CAF (Afrika)                       | 0   | 0   | 0    | 0    | 0:0           |
| CONCACAF (Nord- und Mittelamerika) | 0   | 0   | 0    | 0    | 0:0           |
| CONMEBOL (Südamerika)              | 0   | 0   | 0    | 0    | 0:0           |
| OFC (Ozeanien)                     | 6   | 3   | 1    | 2    | 23:16         |
| UEFA (Europa)                      | 0   | 0   | 0    | 0    | 0:0           |
| Gesamt                             | 6   | 3   | 1    | 2    | 23:16         |

### Anlässe
| Anlass                                | Sp. | Sg. | Uts. | Ndl. | Torverhältnis |
| ------------------------------------- | --- | --- | ---- | ---- | ------------- |
| Ozeanienmeisterschaft-Endrundenspiele | 6   | 3   | 1    | 2    | 23:16         |
| Freundschaftsspiele                   | 0   | 0   | 0    | 0    | 0:0           |
| Gesamt                                | 6   | 3   | 1    | 2    | 23:16         |

### Spielarten
| Spielart                       | Sp. | Sg. | Uts. | Ndl. | Torverhältnis |
| ------------------------------ | --- | --- | ---- | ---- | ------------- |
| Heimspiele (H)                 | 0   | 0   | 0    | 0    | 0:0           |
| Spiele auf neutralem Platz (*) | 5   | 3   | 0    | 2    | 21:14         |
| Auswärtsspiele (A)             | 1   | 0   | 1    | 0    | 2:2           |
| Gesamt                         | 6   | 3   | 1    | 2    | 23:16         |

### Austragungsorte
| Austragungsort | Land    | Sp. | Sg. | Uts. | Ndl. | Torverhältnis |
| -------------- | ------- | --- | --- | ---- | ---- | ------------- |
| Port Vila      | Vanuatu | 6   | 3   | 1    | 2    | 23:16         |
| Gesamt         | Gesamt  | 6   | 3   | 1    | 2    | 23:16         |

### Spielergebnisse
|      | Gegentore | Gegentore | Gegentore | Gegentore | Gegentore | Gegentore | Gegentore | Gegentore |
| Tore | 0         | 1         | 2         | 3         | 4         | 5         | 6         | 7         |
| ---- | --------- | --------- | --------- | --------- | --------- | --------- | --------- | --------- |
| 0    | -         | -         | -         | -         | -         | -         | -         | -         |
| 1    | -         | -         | 1         | -         | -         | -         | -         | 1         |
| 2    | -         | -         | 1         | -         | -         | -         | -         | -         |
| 3    | -         | -         | -         | -         | -         | -         | -         | -         |
| 4    | -         | -         | -         | -         | -         | -         | -         | -         |
| 5    | 1         | -         | -         | -         | -         | -         | -         | -         |
| 6    | -         | -         | -         | -         | 1         | -         | -         | -         |
| 7    | -         | -         | -         | -         | -         | -         | -         | -         |
| 8    | -         | 1         | -         | -         | -         | -         | -         | -         |